# 蔡平 (密蘇里州)
蔡平（英語：Chapin）是位於美國密蘇里州豪厄爾縣的非建制地區。

## 歷史
蔡平的郵局於1888年設立，其後於1920年停運。

## 地理
蔡平所處的海拔為高於海平面271米（即889英呎），而該地所採用的時區為UTC-6，即北美中部時區（CST）。同時該地設有夏令時間，為UTC-6調快一小時，即UTC-5（CDT）。